# Circonscription autonomique de Ciudad Real
Ne doit pas être confondu avec Circonscription électorale de Ciudad Real.
La circonscription électorale de Ciudad Real est l'une des cinq circonscriptions électorales de Castille-La Manche pour les élections aux Cortes de Castille-La Manche.
Elle correspond géographiquement à la province de Ciudad Real.

## Synthèse
| AP & alliés |       | 4  | 4  |    |    |    |    |    |    |   |   |   |  |  |  |
| CDS         |       |    | 1  |    |    |    |    |    |    |   |   |   |  |  |  |
| PSOE        |       | 6  | 6  | 7  | 6  | 6  | 7  | 7  | 6  | 4 | 4 | 4 |  |  |  |
| PP          |       |    |    | 4  | 5  | 5  | 4  | 4  | 5  | 4 | 2 | 2 |  |  |  |
| Cs          |       |    |    |    |    |    |    |    |    |   | 1 |   |  |  |  |
| Vox         |       |    |    |    |    |    |    |    |    |   |   | 1 |  |  |  |
|             |       |    |    |    |    |    |    |    |    |   |   |   |  |  |  |
| Total       | Total | 10 | 11 | 11 | 11 | 11 | 11 | 11 | 11 | 8 | 7 | 7 |  |  |  |

## Résultats détaillés

### 1983
| Parti     | Parti | Députés élus |
| --------- | ----- | --- |
| PSCM-PSOE |       | Javier Paulino, Francisco Javier Martín del Burgo Simarro, Mario Mansilla Hidalgo, Manuel Espinosa Becerril, Daniel Trujillo Pelegrini, Mariano Romero Pacheco |
| AP-PDP-UL |       | Francisco Cañizares de Lera, Mauro Vicente García Gaínza-Mendizábal, Consuelo García Balaguer, Luis Toledano Salvador                                          |

- Javier Martín del Burgo (PSCM-PSOE) est remplacé en octobre 1983 par Luis López Condés.

### 1987
| Parti     | Parti | Députés élus |
| --------- | ----- | --- |
| PSCM-PSOE |       | Javier Paulino, José María Barreda, Anastasio López Ramírez, Mario Mansilla Hidalgo, José María Ortega Librado, José Soriano Coello |
| AP        |       | Francisco Cañizares de Lera, Luis Toledano Salvador, Esteban López Vega, Mauro Vicente García Gaínza-Mendizábal                     |
| CDS       |       | Felipe Fructuoso Caballero Naranjo                                                                                                  |

- Javier Paulino (PSCM-PSOE), mort le 26 janvier 1991, est remplacé en février suivant par Román Rivero Nieto.

### 1991
| Parti     | Parti | Députés élus |
| --------- | ----- | --- |
| PSCM-PSOE |       | José María Barreda, Anastasio López Ramírez, Ramón Fernández Espinosa, Rosario Tapia Aragonés, Mario Mansilla Hidalgo, Nemesio de Lara, Román Rivero Nieto |
| PP-CLM    |       | Esteban López Vega, Pedro Peral Martín, María del Pilar Ayuso González, Domingo Triguero Expósito                                                          |

- Esteban López (PP-CLM) est remplacé en octobre 1992 par Ramón del Burgo Fernández.
- Ramón Fernández (PSCM-PSOE) est remplacé en mai 1994 par Consuelo Ramírez Liñan.

### 1995
| Parti     | Parti | Députés élus |
| --------- | ----- | --- |
| PSCM-PSOE |       | José María Barreda, Nemesio de Lara, Rosario Tapia Aragonés, Anastasio López Ramírez, Mario Mansilla Hidalgo, Consuelo Ramírez Liñan  |
| PP-CLM    |       | Daniel Almansa García, Pedro Peral Martín, María del Pilar Ayuso González, Domingo Triguero Expósito, José Manuel Rodríguez Carretero |

- Anastasio López (PSCM-PSOE) est remplacé en octobre 1995 par Román Rivero Nieto.
- Nemesio de Lara (PSCM-PSOE) est remplacé en octobre 1995 par Antonia Valverde Quevedo.
- Pilar Ayuso (PP-CLM) est remplacée en juin 1996 par Ramón González Martínez.

### 1999
| Parti     | Parti | Députés élus |
| --------- | ----- | --- |
| PSCM-PSOE |       | José María Barreda, María Teresa Lizcano Zarceño, Antonio Salinas Hernández, Cristina Quintana Jimón, Mario Mansilla Hidalgo, María Isabel Quintanilla Barba |
| PP-CLM    |       | Luis Jesús Garrido Garrancho, Fernando Rodrigo Múñoz, María del Carmen Fúnez de Gregorio, José Manuel Rodríguez Carretero, Domingo Triguero Expósito         |

### 2003
| Parti     | Parti | Députés élus |
| --------- | ----- | --- |
| PSCM-PSOE |       | José María Barreda, María Ángeles Herreros Ramírez, Antonio Salinas Hernández, Rosa Melchor Quiralte, José Manuel Caballero Serrano, Paula Fernández Pareja, Antonio Molina Guijarro |
| PP-CLM    |       | Rosa Romero Sánchez, María del Carmen Fúnez de Gregorio, José Manuel Rodríguez Carretero, María Teresa Aguirre Moreno                                                                |

- Carmen Fúnez (PP-CLM) est remplacé en avril 2004 par Domingo Triguero Expósito.

### 2007
| Parti     | Parti | Députés élus |
| --------- | ----- | --- |
| PSCM-PSOE |       | Santiago Moreno González, María Ángeles Herreros Ramírez, Antonio Salinas Hernández, Rosa Melchor Quiralte, José Manuel Caballero Serrano, María Isabel Ruiz Hernández, Felipe Rodríguez Aguilar |
| PP-CLM    |       | María Luisa Soriano Martín, Francisco Gil-Ortega Rincón, Carmen Casero González, Antonio José Lucas-Torres López-Casero                                                                          |

### 2011
| Parti     | Parti | Députés élus |
| --------- | ----- | --- |
| PSCM-PSOE |       | Nemesio de Lara, Blanca Pilar Fernández Morena, Santiago Moreno González, Rosa Melchor Quiralte, José Manuel Caballero Serrano, Josefa Ruiz López |
| PP-CLM    |       | Rosa Romero Sánchez, Antonio José Lucas-Torres López-Casero, María Luisa Soriano Martín, Francico Gil-Ortega Rincón, Carmen Casero González       |

- Nemesio de Lara (PSCM-PSOE) ne siège pas et est remplacé dès l'ouverture de la législature par Antonio Salinas Hernández.
- Antonio Lucas-Torres (PP-CLM) est remplacé en juillet 2011 par Francisco Cañizares Jiménez.
- Rosa Romero (PP-CLM) est remplacée en décembre 2011 par María José Ciudad Zariquiegui.
- Francisco Gil-Ortega (PP-CLM) est remplacé en juin 2012 par Juan Francisco Sánchez Espinosa.
- Antonio Salinas (PSCM-PSOE) est remplacé en octobre 2013 par Beatriz Labián Manrique.
- Josefa Ruiz (PSCM-PSOE) est remplacée en février 2014 par Marta Chacón Horneros.

### 2015
| Parti     | Parti | Députés élus |
| --------- | ----- | --- |
| PP-CLM    |       | Francisco Cañizares Jiménez, María Dolores Merino Chacón, Juan José Jiménez Prieto, María Cortes Valentín González           |
| PSCM-PSOE |       | José Manuel Caballero Serrano, Blanca Pilar Fernández Morena, Miguel Ángel González Caballero, Ana Isabel Abengózar Castillo |

- José Manuel Caballero (PSCM-PSOE) est remplacé en juillet 2015 par Fausto Marín Megía.
- Juan Jiménez (PP-CLM) est remplacé en janvier 2017 par Antonio José Lucas-Torres López-Casero.
- Blanca Fernández (PSCM-PSOE) est remplacée en mai 2019 par Fernando Mora Rodríguez.
- Miguel Ángel González (PSCM-PSOE) démissionne en mai 2019 mais n'est pas remplacé.

### 2019
| Parti     | Parti | Députés élus |
| --------- | ----- | --- |
| PSCM-PSOE |       | José Manuel Caballero Serrano, Ana Isabel Abengózar Castillo, Iván Jesús Rodrigo Benito, Ana Vanessa Muñoz Muñoz |
| PP-CLM    |       | María Dolores Merino Chacón, Miguel Ángel Rodríguez González                                                     |
| Cs        |       | Ursula López Fuentes                                                                                             |

- José Manuel Caballero (PSOE) est remplacé en juillet 2019 par Pablo Camacho Fernández-Medina.
- Vanessa Muñoz (PSOE) est remplacée en juillet 2019 par María Manuela Casado Rubio.
- Ursula López (Cs) est remplacée en avril 2021 par Elena Jaime Jareño.

### 2023
| Parti     | Parti | Députés élus |
| --------- | ----- | --- |
| PSCM-PSOE |       | José Manuel Caballero Serrano, Blanca Pilar Fernández Morena, Francisco José Barato Perona, Ana Isabel Abengózar Castillo |
| PP-CLM    |       | María Dolores Merino Chacón, Santiago Lucas-Torres López-Casero                                                           |
| Vox       |       | Luis Juan Blázquez García-Valenzuela                                                                                      |

- Blanca Fernández (PSCM-PSOE) est remplacée le 20 juillet 2023 par Pablo Camacho Fernández-Medina.